# Thrips des arbustes d'ornement
Dendrothrips ornatus
Espèce
Le thrips des arbustes d'ornement (Dendrothrips ornatus) est une espèce d'insectes thysanoptères de la famille des Thripidae, originaire d'Europe.
Ce thrips est un ravageur des arbustes d'ornement, notamment les aulnes, troènes, lilas, viornes. Les adultes, ainsi que les larves, se nourrissent en piquant les feuilles des plantes hôtes.
C'est l'espèce type du genre Dendrothrips.

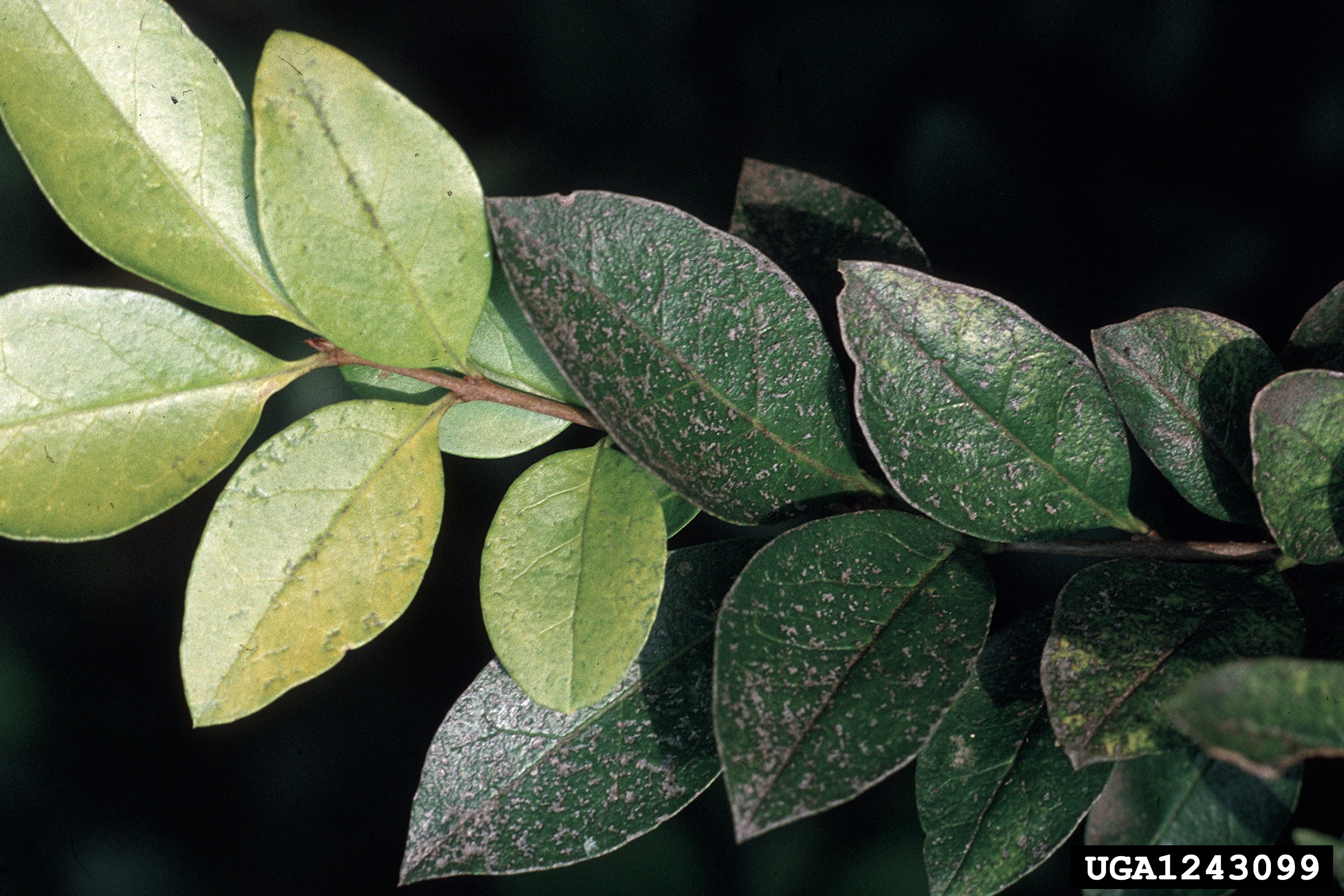
Piqûres de nourrissage sur feuilles de troène (Ligustrum spp.) dues au thrips des arbustes d'ornement (Dendrothrips ornatus).

## Synonymes
Selon  :
- Thrips ornatus Jablonowski, 1894,
- Dendrothrips tiliae Uzel, 1895,
- Dendrothrips adusta Priesner, 1926,
- Dendrothrips schillei Bagnall, 1927.